# Funkcja arytmetyczna
Funkcja arytmetyczna – dowolny ciąg liczb zespolonych, inaczej funkcja zespolona na zbiorze liczb naturalnych:
{\displaystyle f\colon \mathbb {N} \to \mathbb {C} .}
Do najważniejszych funkcji arytmetycznych należą funkcje multiplikatywne i addytywne.